# Zeisser, Habiger & Comp.

Fabrik von Zeisser, Habiger & Comp. (vor 1900)

Zeisser, Habiger & Comp. war eine Luster- und Kunstbronzefabrik in Wien.

## Geschichte
Die Anfänge der Fabrik reichen in das Jahr 1892 zurück, in dem unter der Firma Anton Zeisser in Wien die Herstellung von Lustern und Bronzen aufgenommen wurde. Die zunehmende Beliebtheit der Erzeugnisse und der damit von Jahr zu Jahr wachsende Umsatz ließen es bald angezeigt erscheinen, eine durchgreifende Umgestaltung und Vergrößerung der Fabriksräume und des ganzen Geschäftsbetriebes ins Werk zu setzen.
Zu diesem Zwecke wurde die Gesellschaftsfirma Zeisser, Habiger & Comp. gegründet (später: Gesellschaft für Beleuchtungskörper vormals Zeisser, Habiger & Comp.). Die Fabrik wurde an die Neustiftgasse 72 im VII. Gemeindebezirk verlegt und mit den modernsten Einrichtungen versehen. Die Betriebskraft wurde dem Kabelnetz der Wiener Elektricitäts-Gesellschaft (W. E. G.) entnommen und zahlreichen Elektromotoren zugeführt, die Arbeitssäle waren elektrisch beleuchtet. Auch wurde, um bei eintretender Feuersgefahr rasche Hilfe zu leisten, eine Feuermeldeanlage installiert.
Die im Jahre 1894 bezogene Fabrik rechtfertigte im vollen Maß die Erwartungen, indem um die Mitte Jahres 1898 bereits 300 Personen dort arbeiteten und das Absatzgebiet der Erzeugnisse sich von Jahr zu Jahr erweiterte.
Zu den Arbeitsstätten zählten das Bildhauer- und Zeichenatelier, wo die dem Geschmack der Zeit entsprechenden und künstlerisch stilgerechten Entwürfe zu den Arbeiten entstanden, welche dem Unternehmen einen Platz in der österreichischen Kunstindustrie sicherte. Die übrigen Arbeitsräume waren Werkstätten für die verschiedenen Handwerkszweige, welche bei der Fabrikation Verwendung fanden. Erzeugnisse der Fabrik waren in erster Linie Beleuchtungskörper und Luster für elektrisches und Gaslicht, sowie für Kerzenbeleuchtung, ferner Kunstbronzen, englische Messingbettstellen und Bronze-Luxusmöbel.

Inserat von Zeisser, Habiger & Comp. (um 1900)

Speziell die Beleuchtungskörper für elektrisches Licht erfreuten sich eines Weltrufes, und die Firma unterhielt einen nicht unbedeutenden Export nach Deutschland, England, Russland, Rumänien, Nordamerika, Spanien, Japan, Transvaal und Manila. Unter den größeren Lieferungen von Beleuchtungskörpern für elektrisches Licht befanden sich die Installationen für mehrere erzherzogliche Palais, Botschaften und Ministerien in Wien, ferner für große Hotelanlagen, wie das Grand Hotel und Hotel Krantz in Wien, das Central-Hotel in Baden bei Wien, Hotel Austria in Gries, das Grand Hotel in Brünn, Hotel Metropole in Budapest und andere.
An öffentlichen Gebäuden, welche ihre Luster durch die Firma bezogen haben, zählten das österreichische Delegationsgebäude und die ungarische Advokatenkammer in Budapest, die böhmische Sparcassa in Prag, die Rathäuser in Friedland und in Sarajevo, die Universität Graz, die Sparcassa in Graz, der Bahnhof in Stanislau, das Theater Maican in Bukarest, das Kurhaus in Meran, der Pavillon der Stadt Wien in der Jubiläumsausstellung 1898 und viele andere.